# مواجهة مكسيكية

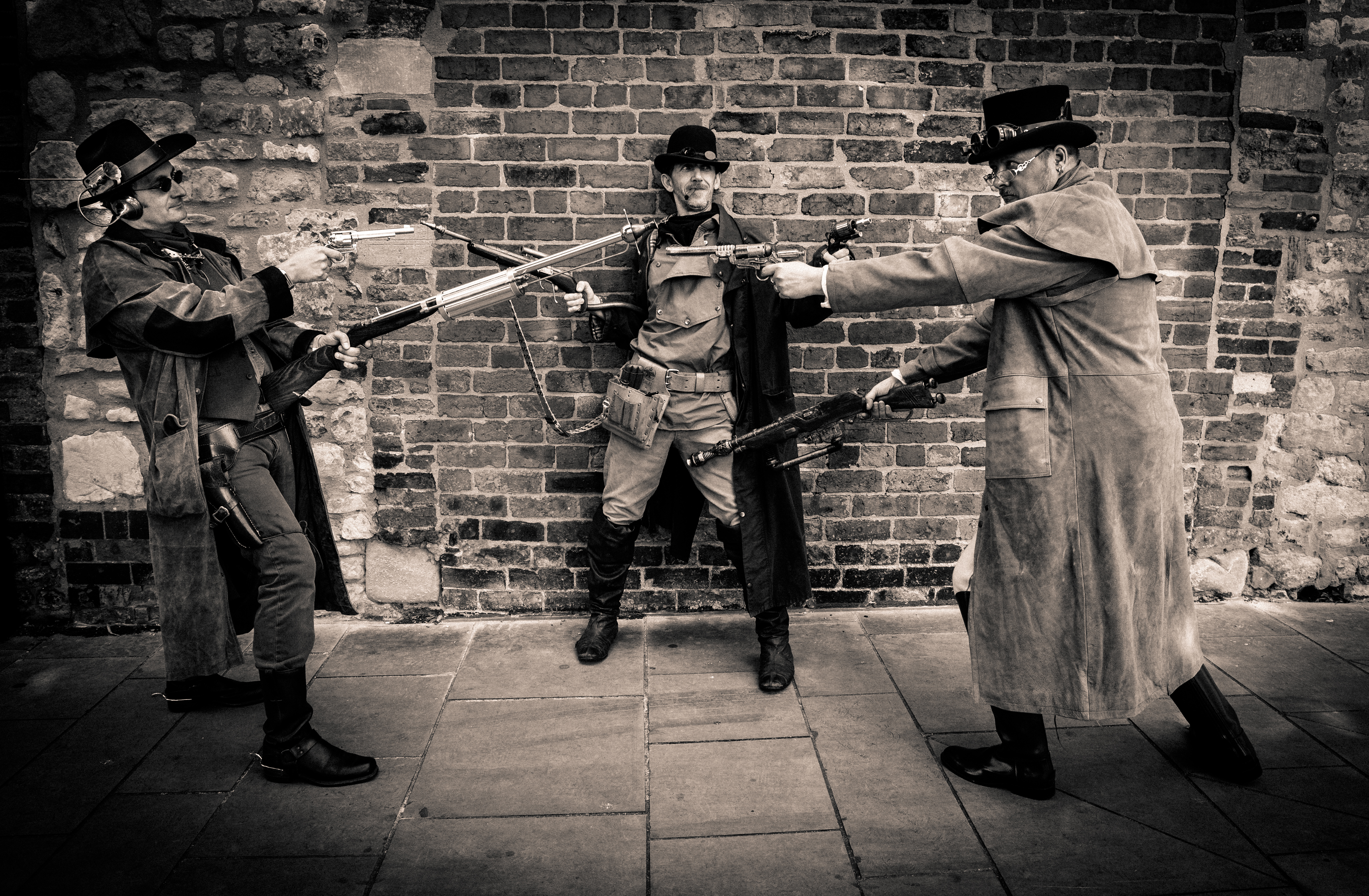
ثلاثة أشخاص يوجهون أسلحتهم نحو بعضهم البعض كتمثيل للمواجهة المكسيكية

المواجهة المكسيكية (بالإسبانية: punto muerto mexicano)‏ (بالإنجليزية: Mexican standoff)‏ هو مصطلح يستخدم لوصف المواجهة التي لا يمكن لأي طرف تحقيق الانتصار فيها. قد يؤدي أي طرف يبادر العدوان إلى إنتهائه (سواء بوفاته أو خسارته). في نفس الوقت، الأطراف في هذه المواجهة غير قادرين على تخليص أنفسهم من هذا الوضع دون أن يتعرضوا لخسارة. وتشابه هذه المواجهة حالة «زوغزوان» في الشطرنج. ولذلك، يحتاج جميع المشاركين إلى الحفاظ على التوتر الاستراتيجي، الذي يظل دون حل حتى يتيح حدث خارجي حله.
تم استخدام مصطلح المواجهة المكسيكية في الأصل في سياق استخدام الأسلحة النارية ولا يزال يشير بشكل شائع إلى موقف يواجه فيه الأطراف شكلاً من أشكال التهديد من الأطراف الأخرى. كثيراً ما تستخدم المواجهة المكسيكية في السينما، حيث يمسك العديد من الشخصيات المسلحة ببعضهم البعض تحت تهديد السلاح. ولا يوجد شرط نهائي بأن المواجهة يجب أن تشمل ثلاثة أطراف على الأقل.

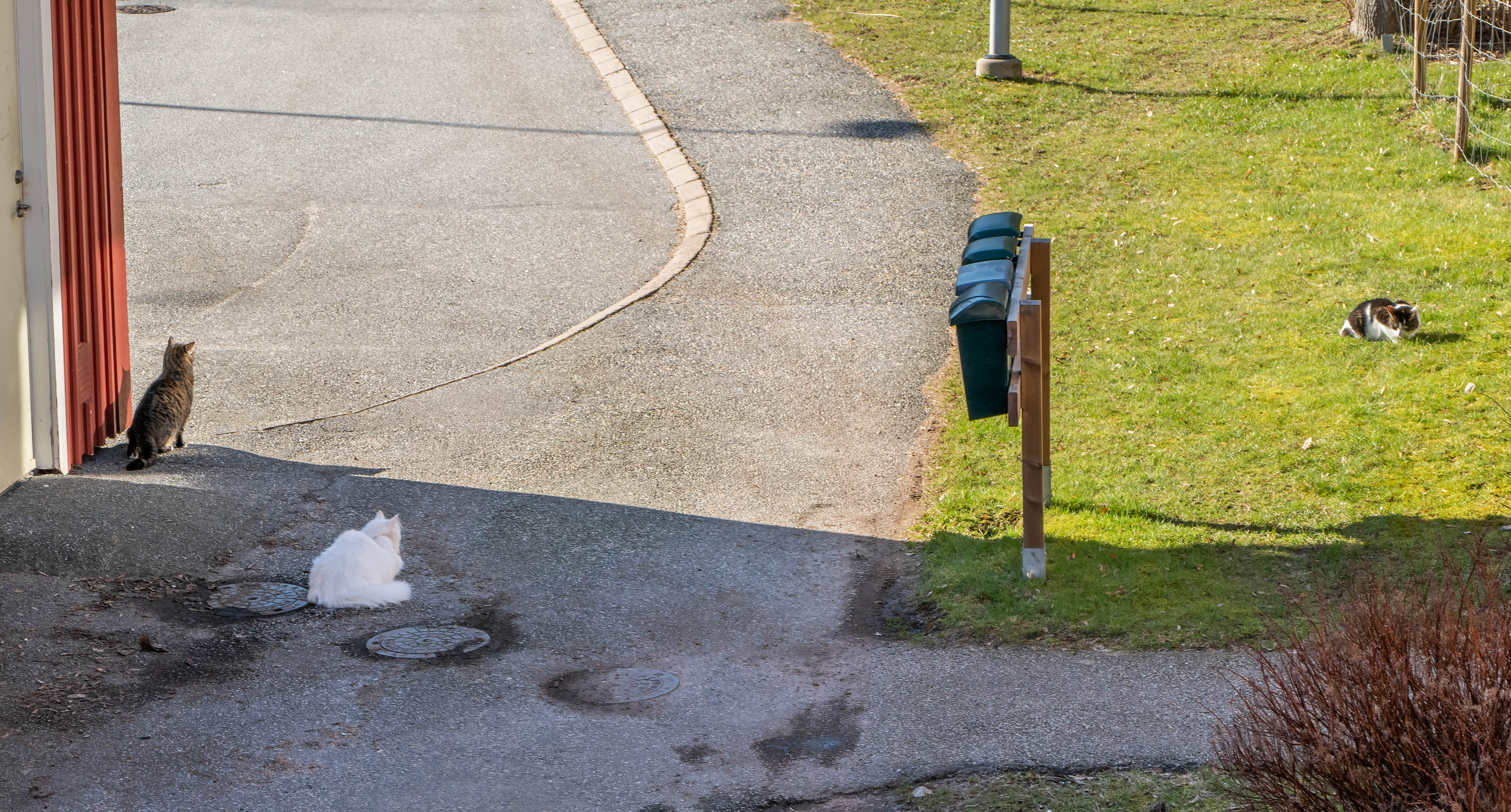
ثلاثة قطط يمثلون - نسبياً - المواجهة المكسيكية

تزعم بعض المصادر أن المصطلح ظهر في القرن التاسع عشر في أستراليا لوصف الوضع السياسي في المكسيك عام 1857، حيث كانت جميع الأطراف السياسية على قدم المساواة.
وفي الوقت المعاصر، كثيراً ما يستخدم هذا المصطلح لوصف أزمات ومشاكل سياسية مختلفة، مثل أزمة صواريخ كوبا عام 1962، وكذلك الحرب الاقتصادية على أسعار النفط ما بين السعودية وروسيا والولايات المتحدة خلال عام 2020.